# Ye Soo-jung
Ye Soo-jung (hangul: 예수정; hanja: 芮秀貞; nascida em 25 de março de 1955) é uma atriz sul-coreana. Em 1979, estreou-se na peça A Woman Named Solitude e apresentou uma atuação sólida e equilibrada com suas sólidas habilidades interpretativas e amplas perspectivas que desenvolveu enquanto estudava no exterior, na Alemanha. Ela apareceu em inúmeras produções teatrais, como Long Day's Journey into Night, Gift of Gorgon, The Cherry Orchard, Widows, Green Bench, Guest, Hanako, Death of a Salesman, I Am You, Hwajeonga, e Agnes of God.
Ela foi chamada de madrinha do mundo do teatro. Ela ganhou prêmios de prestígio na indústria teatral, incluindo o Hi-seo Theater Award, Kim Dong-hoon Theater Award, Dong-A Theater Award de Melhor Atriz, o Seoul Theater Festival Acting Award, e Lee Hae-rang Theater Award, mostrando sua habilidade e experiência como atriz.
Na década de 2000, ela expandiu suas atividades para a indústria cinematográfica e dramática de TV. Ela deixou uma impressão duradoura no público através de vários filmes, incluindo Tunnel, Sea Fog, The Client, The Thieves, Train to Busan, e Along with the Gods: The Two Worlds, que atraiu mais de 10 milhões de espectadores, bem como dramas de sucesso como Secret Forest, Do You Like Brahms?, Mine, Search: WWW, e One the Woman, onde ela apareceu como papel coadjuvante. Em 2018, ela ganhou o prêmio de Melhor Atriz Coadjuvante no Seoul Awards por seu papel em Along with the Gods: The Two Worlds, e, em 2020, recebeu o prêmio de "Filme Feminino do Ano" por seu primeiro papel principal no filme 69 Years Old.
Seus trabalhos mais recentes, como The King of Tears, Lee Bang-won, Link: Eat, Love, Kill, and Becoming Witch, e ela também estrelou a série de quatro partes da MBC Wild Boar Hunting e fez uma aparição especial em Revenant.

## Juventude e educação
Ye Soo-jung nasceu como Kim Soo-jeong em março de 1955 em Jongno, Seul, Coreia do Sul. Ye frequentou a Escola Primária Susong, a Escola Secundária e a Escola Secundária para Meninas Soongui. Em 1973, matriculou-se no Departamento de Literatura Alemã da Universidade Nacional de Artes da Coreia.

## Carreira
Quando estudava na Universidade Nacional de Artes da Coreia, com graduação em Literatura Alemã, ela assistiu ao filme The Godfather e ficou extremamente impressionada com a atuação de Marlon Brando, o que a fez querer tentar atuar também. Depois disso, Ye ingressou em uma aula de teatro no Centro Cultural Alemão Acima do Teatro e começou a atuar secretamente. Mais tarde ela conheceu obras do dramaturgo alemão Bertolt Brecht. Conhecendo as palavras de Brecht: “O teatro é um espaço para a iluminação cívica”, Jung pensou: “Ah, é realmente maravilhoso viver aqui (teatro) toda a minha vida”.
Em 1975, Ye atuou na peça Broken Glass de Arthur Miller. Seguido pela peça Ghosts, de Henrik Ibsen, produzida pela Sociedade de Pesquisa em Artes Teatrais da Universidade da Coreia (고려대학교 극예술연구회).
Depois dessa peça, Ye se casou e foi para a Alemanha com o marido. Em 1984, Ye decidiu estudar teatro na Escola de Pós-Graduação da Universidade Luís Maximiliano de Munique. Depois de voltar à Coreia do Sul, Ye trabalhou no Central de atendimento ao cliente por dois anos.
Soo-jung só atua em filmes desde 2003. Ela fez papéis secundários e coadjuvantes, principalmente como mãe. O papel coadjuvante mais notável foi no filme Along with the Gods: The Two Worlds, lançado em 2017. Ela reprisou seu papel na sequência Along with the Gods: The Last 49 Days.
Seu papel mais notável foi no filme de Lim Seon-a, An Old Lady, como Hyo-jeong, de 69 anos. Ela é abusada sexualmente por um enfermeiro de 29 anos enquanto recebia tratamento em um hospital. Ela denuncia à polícia, mas enfrenta o preconceito da sociedade por ser idosa! uma paciente com demência. O tribunal considera a idosa assexuada e indefere o mandado de detenção, afirmando que não há probabilidade suficiente de um jovem fazer tal coisa. Com esse papel, Ye ganhou aclamação da crítica. Ela foi indicada a vários prêmios de Melhor Atriz e ganhou o 21º prêmio de 'Cineasta Feminina do Ano' por este filme.

## Vida pessoal
Soo-jung é filha de Jeong Ae-ran, que foi uma atriz popular dos anos 50, 60 e 70. Ela é cunhada do ator Han Jin-hee, que se casou com sua irmã Kim Soo-ok.
Ye se casou com Kim Chang-hwa em 1980, após completar a peça When Spring Comes to the Mountains and Fields. Ye deu à luz uma filha (atualmente atriz e diretora de teatro Kim Ye-na) em 1982 e saiu para estudar na Universidade de Munique, na Alemanha, com o marido em 1984. Em 1986 nasceu um filho. Durante a estada de 8 anos na Alemanha, seu marido recebeu um doutorado em teoria teatral e Ye completou um mestrado em teoria teatral. Eles retornaram em 1991.

## Filmografia

### Cinema
| Ano  | Título                                    | Personagem                  | Notas                 |
| ---- | ----------------------------------------- | --------------------------- | --------------------- |
| 2003 | Jigureul Jikyeora!                        | Mãe de Byung Goo            |                       |
| 2006 | Shin Sung-il is Lost                      | Diretora                    |                       |
| 2007 | Epitaph                                   | Diretora do Hospital Ansang |                       |
| 2009 | Like You Know It All                      | Mãe da atriz                |                       |
| 2009 | Secret                                    | Mãe de Ji-yeon              |                       |
| 2011 | Detective K: Secret of the Virtuous Widow | Esposa de Im                |                       |
| 2011 | The Client                                | Mãe de Jung-ah              |                       |
| 2012 | Hand in Hand                              | Hee-jung                    |                       |
| 2012 | The Thieves                               | Tiffany                     |                       |
| 2014 | Haemoo                                    | Avó de Dong Shik            |                       |
| 2015 | Cancelled Faces                           | Mãe                         |                       |
| 2016 | Busanhaeng                                | In-gil                      |                       |
| 2016 | Teo-neol                                  | Mãe velha                   |                       |
| 2016 | The Bacchus Lady                          | Bok-hee                     |                       |
| 2017 | The Cage                                  | Mãe de Nick                 |                       |
| 2017 | Along with the Gods: The Two Worlds       | Mãe de Ja-hong              |                       |
| 2018 | Psychokinesis                             | Irmã mais velha do Sr. Jung |                       |
| 2018 | Herstory                                  | Park Soon-nyeo              |                       |
| 2018 | The Land of Happiness                     | Hee-ja                      |                       |
| 2018 | Along with the Gods: The Last 49 Days     | Mãe de Soo-hong             |                       |
| 2019 | Mal-Mo-E: The Secret Mission              | Madame Jo                   | Participação especial |
| 2019 | Kim Ji-young: Born 1982                   | Mãe de Kim Ji-young         |                       |
| 2020 | Intruder                                  | Yoon-hee                    |                       |
| 2020 | Again                                     | Han Mal-soon                |                       |
| 2020 | An Old Lady                               | Shim Hyo Jung               |                       |
| 2021 | New Year Blues                            | Oh Hye-sim                  |                       |
| 2021 | The Prayer                                | Enfermeira Sabina           |                       |
| 2022 | Silence                                   | Soon-ok                     |                       |

### Televisão
| Ano  | Título                          | Personagem           |
| ---- | ------------------------------- | -------------------- |
| 2006 | Someday                         | Gumiko               |
| 2007 | Prince Hours                    | Han Sang-gong        |
| 2013 | The End of the World            | Mãe de Na-hyun       |
| 2015 | Heard It Through the Grapevine  | Mãe de Joo-young     |
| 2016 | On the Way to the Airport       | Go Eun-hee           |
| 2016 | Listen to Love                  | Mãe de Hyun-woo      |
| 2016 | My Old Friend                   | Ae-sim               |
| 2017 | Innocent Defendant              | Myung Geum-ja        |
| 2017 | Stranger                        | Mãe de Park Soo-sung |
| 2017 | Strongest Deliveryman           | Jung-im              |
| 2017 | Prison Playbook                 | Park Seon-ja         |
| 2017 | Untouchable                     | Park Young-sook      |
| 2018 | Mother                          | Clara                |
| 2018 | Suits                           | Avó de Yoon-woo      |
| 2018 | SF8                             | Sabina               |
| 2018 | The Ghost Detective             | Mãe de Da-il         |
| 2018 | Twelve Nights                   | Lee Ri               |
| 2018 | Top Star U-back                 | Mãe de Kang-soon     |
| 2019 | Search: WWW                     | Jang Hee-eun         |
| 2019 | The Lies Within                 | Legista              |
| 2019 | Black Dog: Being A Teacher      | Yoon Yeo-hwa         |
| 2020 | The Game: Towards Zero          | Sra. Jeong           |
| 2020 | A Piece of Your Mind            | Eun Soo-jung         |
| 2020 | Do You Like Brahms?             | Na Moon-sook         |
| 2021 | Mine                            | Mãe Ema              |
| 2021 | One the Woman                   | Kim Kyung-shin       |
| 2021 | Jirisan                         | Geum-ri              |
| 2021 | The King of Tears, Lee Bang-won | Rainha Sinui         |
| 2022 | Link: Eat, Love, Kill           | Na Chun-ok           |
| 2022 | Insider                         | Shin Dal-soo         |
| 2022 | Becoming Witch                  | Oh lak-eul           |
| 2022 | Hunted                          | Ok-soon              |
| 2023 | Revenant                        | Kim Seok-ran         |

## Prêmios e Indicações
| Ano  | Associações                                               | Categoria                          | Nomeações                             | Resultado |
| ---- | --------------------------------------------------------- | ---------------------------------- | ------------------------------------- | --------- |
| 2004 | 5th Kim Dong-hoon Theater Award                           | Melhor Atriz                       | —                                     | Venceu    |
| 2005 | 41st Dong-A Theater Awards                                | Melhor Nova Atriz                  | The Cherry Orchard                    | Venceu    |
| 2005 | 26th Seoul Theater Festival                               | Prêmio de Atuação                  | Green Bench                           | Venceu    |
| 2005 | 10th Hi-seo Theater Awards                                | Melhor Atriz                       | —                                     | Venceu    |
| 2006 | 1st Korean Female Performer Award                         | Prêmio de Melhor Atuação           | Sea and Parasol; Green Bench          | Venceu    |
| 2012 | 32nd Best Artist of the Year Award                        | Melhor Atriz de Teatro             | —                                     | Venceu    |
| 2017 | 27th Lee Hae-rang Theater Award                           | Melhor Atriz                       | —                                     | Venceu    |
| 2018 | 22nd Bucheon International Fantastic Film Festival        | Prêmio de Melhor Atriz             | The Land of Happiness                 | Venceu    |
| 2018 | 22nd The Seoul Awards                                     | Melhor Atriz Coadjuvante em Cinema | Along with the Gods: The Last 49 Days | Venceu    |
| 2021 | 57th Baeksang Arts Awards                                 | Melhor Atriz de Cinema             | An Old Lady                           | Indicada  |
| 2021 | Buil Film Awards                                          | Melhor Atriz                       | An Old Lady                           | Indicada  |
| 2021 | 21st Female Film Actor of the Year Award for Acting Award | Melhor Atriz                       | An Old Lady                           | Venceu    |
| 2021 | 2021 Chunsa Film Art Awards                               | Melhor Atriz                       | An Old Lady                           | Indicada  |
| 2022 | Director's Cut Awards                                     | Melhor Nova Atriz                  | An Old Lady                           | Indicada  |
| 2022 | 2022 MBC Drama Awards                                     | Melhor Atriz Coadjuvante           | Hunted                                | Venceu    |